# کامل طه
کامل طه (انگلیسی: Kamel Taha؛ زادهٔ ۱۸۹۷) بازیکن فوتبال اهل مصر است.
از باشگاه‌هایی که در آن بازی کرده‌است می‌توان به باشگاه ورزشی الاهلی مصر اشاره کرد.
وی همچنین در تیم ملی فوتبال مصر بازی کرده‌است.